# Fight Nights Global 50
Fight Nights Global 50: Emelianenko vs. Maldonado foi um evento de artes marciais mistas promovido pelo Fight Nights, ocorreu em 17 de junho de 2016, na Sibur Arena, em São Petersburgo, Rússia.

## Contexto
A luta principal foi entre o ex-Campeão Peso Pesado do Pride, Fedor Emelianenko, e o ex-lutador do UFC, Fábio Maldonado, que fez sua segunda luta na carreira entre os Pesos Pesados.
Abusupyan Alikhanov era esperado para enfrentar Makhmud Muradov no evento. Porém, Muradov sofreu uma lesão e foi removido do card. Seu substituto foi Artem Shokalo.